# Persone di nome Nina
| Questa pagina contiene informazioni ricavate automaticamente dalle voci biografiche con l'ausilio del template Bio e di un bot. L'aggiornamento è periodico e automatico e ricostruisce completamente la pagina. Se manca una persona in questa lista, sei pregato di non aggiungerla, ma accertati piuttosto che la sua voce biografica contenga il template Bio e che i dati anagrafici siano correttamente compilati. Se il template Bio manca, inseriscilo tu stesso o, in alternativa, metti l'avviso {{tmp\|Bio}} che ne segnala la mancanza. Se i dati riportati sono sbagliati, correggi direttamente la voce biografica; le modifiche saranno visibili in questa lista entro pochi giorni. Per chiarimenti vedi il progetto antroponimi. La lista contiene solo le 155 persone che sono citate nell'enciclopedia e per le quali è stato implementato correttamente il template Bio. Pagina aggiornata al 22 giu 2025. |

Questa è una lista di persone presenti nell'enciclopedia che hanno il nome Nina, suddivise per attività principale.

## Archeologhe(1)
- Nina Willburger, archeologa tedesca (n. 1973)

## Arrampicatrici(1)
- Nina Caprez, arrampicatrice svizzera (Küblis, n. 1986)

## Artiste(1)
- Nina Genke-Meller, artista russa (Mosca, n. 1853 - Kiev, † 1954)

## Astiste(1)
- Nina Kennedy, astista australiana (Busselton, n. 1997)

## Attiviste(2)
- Nina E. Allender, attivista e artista statunitense (Auburn, n. 1873 - Plainfield, † 1957)
- Nina Bahinskaja, attivista bielorussa (Minsk, n. 1946)

## Attrici(23)
- Nina Andrycz, attrice polacca (Brėst, n. 1912 - Varsavia, † 2014)
- Nina Arianda, attrice statunitense (New York, n. 1984)
- Nina Artuffo, attrice e cantante italiana (Asti, n. 1907 - Torino, † 1956)
- Nina Bott, attrice e conduttrice televisiva tedesca (Amburgo, n. 1978)
- Nina Dobrev, attrice bulgara (Sofia, n. 1989)
- Nina Foch, attrice olandese (Leida, n. 1924 - Los Angeles, † 2008)
- Nina Grebeškova, attrice sovietica (Mosca, n. 1930 - Mosca, † 2025)
- Nina Hoss, attrice tedesca (Stoccarda, n. 1975)
- Nina Ivanišin, attrice slovena (Maribor, n. 1985)
- Nina Lisandrello, attrice statunitense (New York, n. 1980)
- Nina Meurisse, attrice francese (Caen, n. 1988)
- Nina Mélo, attrice francese (Aubervilliers)
- Nina Petri, attrice tedesca (Amburgo, n. 1963)
- Nina Petronzio, attrice e designer canadese (Victoria County, n. 1979)
- Nina Proll, attrice austriaca (Vienna, n. 1974)
- Nina Quartero, attrice statunitense (New York City, n. 1908 - Woodland Hills, † 1985)
- Nina Repeta, attrice statunitense (Shelby, n. 1967)
- Nina Siemaszko, attrice statunitense (Chicago, n. 1970)
- Nina Soldano, attrice italiana (Pisa, n. 1963)
- Nina Torresi, attrice italiana (Roma, n. 1990)
- Nina Young, attrice australiana (Perth, n. 1966)
- Nina Van Pallandt, attrice e cantante danese (Copenaghen, n. 1932)
- Nina Šaternikova, attrice sovietica (Mosca, n. 1902 - Mosca, † 1982)

## Attrici pornografiche(1)
- Mercedez, ex attrice pornografica statunitense (Corpus Christi, n. 1979)

## Biatlete(2)
- Nina Klenovska, ex biatleta bulgara (Bansko, n. 1980)
- Nina Lemeš, ex biatleta ucraina (Černigov, n. 1973)

## Calciatrici(3)
- Nina Burger, calciatrice austriaca (Tulln an der Donau, n. 1987)
- Nina Kajzba, calciatrice slovena (n. 2004)
- Nina Stapelfeldt, ex calciatrice svizzera (Hünenberg, n. 1995)

## Canoiste(2)
- Nina Gopova, ex canoista sovietica (Velikij Novgorod, n. 1953)
- Nina Savina, canoista sovietica (Pietrogrado, n. 1915 - Leningrado, † 1965)

## Cantanti(10)
- Nina Badrić, cantante croata (Zagabria, n. 1972)
- Nina Chuba, cantante e attrice tedesca (Wedel, n. 1998)
- Nina Dimitri, cantante e musicista svizzera (Borgnone, n. 1966)
- Nina Gerhard, cantante, cantautrice e conduttrice radiofonica tedesca (Darmstadt, n. 1974)
- Nina Kraljić, cantante croata (Lipovljani, n. 1992)
- Nina Kreutzmann Jørgensen, cantante e insegnante groenlandese (Nuuk, n. 1977)
- Nina Persson, cantante svedese (Örebro, n. 1974)
- Nina Pušlar, cantante slovena (Ivančna Gorica, n. 1988)
- Nina Sublatti, cantante, cantautrice e modella georgiana (Mosca, n. 1995)
- Nina Žižić, cantante montenegrina (Nikšić, n. 1985)

## Cantautrici(5)
- Nina Åström, cantautrice finlandese
- Nina Gordon, cantautrice e chitarrista statunitense (Chicago, n. 1967)
- Nina Morato, cantautrice francese (Parigi, n. 1966)
- Nina Nastasia, cantautrice statunitense (Hollywood, n. 1966)
- Nina Nesbitt, cantautrice, musicista e polistrumentista britannica (Edimburgo, n. 1994)

## Cestiste(12)
- Nina Arciševskaja, cestista sovietica (Mosca, n. 1933 - Mosca, † 2019)
- Nina Erëmina, cestista e telecronista sportiva sovietica (Mosca, n. 1933 - † 2016)
- Nina Glonti, cestista russa (n. 1997)
- Nina Maksimel'janova, cestista e allenatrice di pallacanestro sovietica (Vyšnevolockij rajon, n. 1927 - Mosca, † 2006)
- Nina Maksimova, cestista e allenatrice di pallacanestro sovietica (Mosca, n. 1924 - Mosca, † 2006)
- Nina Pajanti-Raudus, ex cestista finlandese (Forssa, n. 1966)
- Nina Poznanskaja, ex cestista sovietica (Leningrado, n. 1932)
- Nina Premasunac, cestista croata (Pola, n. 1992)
- Nina Todorova, ex cestista bulgara (Plovdiv, n. 1963)
- Nina Urdang, cestista sovietica (Mosca, n. 1924 - Mosca, † 1994)
- Nina Zaznobina, cestista sovietica (Koskovo, n. 1927 - San Pietroburgo, † 2015)
- Nina Pimenova, cestista sovietica (n. 1925)

## Chimiche(1)
- Nina Aleksandrovna Andreeva, chimica e politica sovietica (Leningrado, n. 1938 - San Pietroburgo, † 2020)

## Cicliste su strada(2)
- Nina Berton, ciclista su strada, ciclocrossista e mountain biker lussemburghese (Kehlen, n. 2001)
- Nina Kessler, ciclista su strada e pistard olandese (Breukelen, n. 1988)

## Danzatrici(4)
- Nina Ananiashvili, ballerina e direttrice artistica georgiana (Tbilisi, n. 1963)
- Nina Aleksandrovna Kapcova, ballerina russa (Rostov sul Don, n. 1978)
- Nina Vladimirovna Timofeeva, ballerina e politica sovietica (Leningrado, n. 1935 - Gerusalemme, † 2014)
- Nina Vyrubova, ballerina sovietica (Gurzuf, n. 1921 - Parigi, † 2007)

## Dirigenti sportive(1)
- Nina Bjedov, dirigente sportiva e ex cestista serba (Belgrado, n. 1971)

## Discobole(2)
- Nina Dumbadze, discobola e allenatrice di atletica leggera sovietica (Odessa, n. 1919 - Tbilisi, † 1983)
- Nina Romaškova, discobola sovietica (Sverdlovsk, n. 1929 - Mosca, † 2016)

## Filantrope(1)
- Nina Sullam Rignano, filantropa e attivista italiana (Milano, n. 1871 - † 1945)

## Fisiche(1)
- Nina Byers, fisica e docente statunitense (Los Angeles, n. 1930 - Santa Monica, † 2014)

## Fondiste(5)
- Nina Fedorova, fondista sovietica (Travino, n. 1947 - San Pietroburgo, † 2019)
- Nina Gavryljuk, ex fondista russa (Leningrado, n. 1965)
- Nina Koroleva, ex fondista sovietica
- Nina Ročeva, fondista sovietica (Pokschai, n. 1948 - Syktyvkar, † 2022)
- Nina Skeime, ex fondista norvegese (n. 1962)

## Fotografe(1)
- Nina Leen, fotografa statunitense (Odessa, n. 1906 - New York, † 1995)

## Ginnaste(3)
- Nina Bočarova, ginnasta sovietica (Suprunivka, n. 1924 - Roma, † 2020)
- Nina Corradini, ex ginnasta italiana (Roma, n. 2003)
- Nina Derwael, ginnasta belga (Sint-Truiden, n. 2000)

## Giocatrici di badminton(1)
- Nina Vislova, giocatrice di badminton russa (Mosca, n. 1986)

## Giornaliste(1)
- Nina Boyle, giornalista, scrittrice e attivista britannica (Bexley, n. 1865 - Londra, † 1943)

## Giuriste(1)
- Nina Fehr Düsel, giurista e politica svizzera (n. 1980)

## Hockeiste su ghiaccio(1)
- Nina Tikkinen, hockeista su ghiaccio finlandese (Salo, n. 1987)

## Imprenditrici(1)
- Nina Wang, imprenditrice cinese (Shanghai, n. 1937 - Hong Kong, † 2007)

## Lottatrici(1)
- Nina Hemmer, lottatrice tedesca (Colonia, n. 1993)

## Matematiche(1)
- Nina Bari, matematica sovietica (Mosca, n. 1901 - Mosca, † 1961)

## Mezzofondiste(2)
- Nina Chydenius, mezzofondista e maratoneta finlandese (n. 1990)
- Nina Otkalenko, mezzofondista sovietica (Kursk, n. 1928 - † 2015)

## Microbiologhe(1)
- Nina Georgievna Kljueva, microbiologa sovietica (Ol'ginskaja, n. 1899 - Mosca, † 1971)

## Militari(1)
- Nina Alekseevna Lobkovskaja, militare sovietica (Fëdorovka)

## Modelle(4)
- Nina Agdal, modella danese (Copenaghen, n. 1992)
- Nina Davuluri, modella statunitense (Syracuse, n. 1989)
- Nina Morić, supermodella, showgirl e personaggio televisivo croata (Zagabria, n. 1976)
- Nina Seničar, modella, attrice e showgirl serba (Novi Sad, n. 1985)

## Multipliste(1)
- Nina Schultz, multiplista canadese (New Westminster, n. 1998)

## Nobildonne(1)
- Nina Poore, nobildonna scozzese (Salisbury, n. 1878 - † 1951)

## Nuotatrici(2)
- Nina Harmer, nuotatrice statunitense (Filadelfia, n. 1945)
- Nina Živanevskaja, ex nuotatrice sovietica (Kujbyšev, n. 1977)

## Pallavoliste(1)
- Nina Rosić, pallavolista serba (Belgrado, n. 1990)

## Pattinatrici artistiche su ghiaccio(2)
- Nina Pinzarrone, pattinatrice artistica su ghiaccio belga (Bruxelles, n. 2006)
- Nina Žuk, ex pattinatrice artistica su ghiaccio sovietica (Ugličskij rajon, n. 1934)

## Pianiste(1)
- Nina Svetlanova, pianista e docente russa (Kiev, n. 1932)

## Pittrici(4)
- Nina Batalli, pittrice italiana (Snagov, n. 1913 - Roma, † 1993)
- Nina Hamnett, pittrice britannica (Tenby, n. 1890 - Londra, † 1956)
- Nina Lugovskaja, pittrice e scenografa sovietica (Mosca, n. 1918 - Vladimir, † 1993)
- Nina Simonovič-Efimova, pittrice e burattinaia sovietica (San Pietroburgo, n. 1877 - Mosca, † 1948)

## Poetesse(3)
- Nina Cassian, poetessa, scrittrice e traduttrice romena (Galați, n. 1924 - New York, † 2014)
- Nina Dudarova, poetessa e traduttrice russa (San Pietroburgo, n. 1903 - Mosca, † 1992)
- Nina Siciliana, poetessa italiana

## Politiche(1)
- Nina Bang, politica danese (Copenaghen, n. 1866 - Copenaghen, † 1928)

## Principesse(1)
- Nina Georgievna Romanova, principessa russa (San Pietroburgo, n. 1901 - Hyannis, † 1974)

## Produttrici cinematografiche(1)
- Nina Jacobson, produttrice cinematografica statunitense (Los Angeles, n. 1965)

## Registe(2)
- Nina Di Majo, regista, attrice e sceneggiatrice italiana (Napoli, n. 1975)
- Nina Kusturica, regista, produttrice cinematografica e montatrice bosniaca (Mostar, n. 1975)

## Rivoluzionarie(1)
- Nina Agadžanova-Šutko, rivoluzionaria, sceneggiatrice e regista sovietica (Ekaterinodar, n. 1889 - Mosca, † 1974)

## Saltatrici con gli sci(1)
- Nina Lussi, saltatrice con gli sci statunitense (n. 1994)

## Sceneggiatrici(1)
- Nina Companeez, sceneggiatrice e regista francese (Boulogne-Billancourt, n. 1937 - Parigi, † 2015)

## Schermitrici(1)
- Nina Kozlova, schermitrice ucraina (n. 1988)

## Sciatrici alpine(8)
- Nina Astner, sciatrice alpina austriaca (n. 2000)
- Nina Drobnič, sciatrice alpina slovena (n. 2003)
- Nina Hansson, ex sciatrice alpina svedese (n. 1980)
- Nina Løseth, ex sciatrice alpina norvegese (Ålesund, n. 1989)
- Nina O'Brien, sciatrice alpina statunitense (n. 1997)
- Nina Ortlieb, sciatrice alpina austriaca (Innsbruck, n. 1996)
- Nina Perner, ex sciatrice alpina tedesca (Karlsruhe, n. 1986)
- Nina Tipotsch, ex sciatrice alpina austriaca (n. 1988)

## Scrittrici(5)
- Nina Bawden, scrittrice inglese (Ilford, n. 1925 - Londra, † 2012)
- Nina Nikolaevna Berberova, scrittrice russa (San Pietroburgo, n. 1901 - Filadelfia, † 1993)
- Nina Bouraoui, scrittrice francese (Rennes, n. 1967)
- Nina Nikolaevna Sadur, scrittrice e drammaturga russa (Novosibirsk, n. 1950 - Mosca, † 2023)
- Nina Stibbe, scrittrice britannica (Willoughby Waterleys, n. 1962)

## Scultrici(2)
- Nina Canell, scultrice e artista svedese (Växjö, n. 1979)
- Nina Il'inična Niss-Gol'dman, scultrice e pittrice russa (Rostov sul Don, n. 1892 - Mosca, † 1990)

## Slittiniste(2)
- Nina Reithmayer, ex slittinista austriaca (Innsbruck, n. 1984)
- Nina Zöggeler, slittinista italiana (Lana, n. 2001)

## Soprani(1)
- Nina Stemme, soprano svedese (Stoccolma, n. 1963)

## Stiliste(1)
- Nina Ricci, stilista italiana (Torino, n. 1883 - Parigi, † 1970)

## Storiche(1)
- Nina Garsoïan, storica statunitense (Parigi, n. 1923 - New York, † 2022)

## Taekwondoka(2)
- Nina Kläy, taekwondoka svizzera (n. 1989)
- Nina Solheim, taekwondoka norvegese (Pusan, n. 1979)

## Tenniste(5)
- Nina Bohm, ex tennista svedese (n. 1958)
- Nina Bratčikova, tennista e allenatrice di tennis russa (Žukovskij, n. 1985)
- Nina Brown, tennista britannica (Uxbridge, n. 1915 - Clayton, † 2018)
- Nina Dübbers, ex tennista tedesca (Heidelberg, n. 1980)
- Nina Stojanović, tennista serba (Belgrado, n. 1996)

## Tiratrici a segno(1)
- Nina Christen, tiratrice a segno svizzera (Stans, n. 1994)

## Velociste(1)
- Nina Zjus'kova, ex velocista sovietica (Kaltschyk, n. 1952)

## Violiniste(1)
- Nina Bejlina, violinista sovietica (Mosca, n. 1937 - New York, † 2018)

## Senza attività specificata(1)
- Li Nina, ex sciatrice freestyle cinese (Benxi, n. 1983)